# برادلي تشب
برادلي تشب (بالإنجليزية: Bradley Chubb)‏ هو لاعب كرة قدم أمريكية أمريكي، ولد في 24 يونيو 1996 في ماريتا في الولايات المتحدة.

## وصلات خارجية
- برادلي تشب على موقع إي إس بي إن.كوم (أن.أف.أل)3
- برادلي تشب على موقع مرجع كرة القدم المحترفة.كوم (الإنجليزية)